# 宁波市轨道交通集团
宁波市轨道交通集团有限公司是中国浙江省宁波市一家城市轨道交通建设和运营企业。宁波市轨道交通集团有限公司成立于2006年12月28日，为宁波市国有资产监督管理委员会出资的国有独资企业，承担宁波轨道交通的投资、运营和物业开发职能。公司与宁波市轨道交通工程建设指挥部共同承担宁波市轨道交通工作机构职能。

## 历史
宁波市轨道交通集团有限公司注册于2006年年末。2009年8月，宁波市人民政府明确轨道交通组织管理体制，将宁波市轨道交通集团有限公司和正局级事业单位宁波市轨道交通工程建设指挥部之间的关系定性为统分结合、统筹运作。2012年8月，运营分公司成立。

## 分公司
宁波轨道交通集团有限公司下设十二个分子公司
- 建设分公司
- 运营分公司
- 智慧运营分公司
- 线网调度分公司
- 地产开发分公司（宁波轨道和美城市发展有限公司）
- 综合物业服务分公司
- 宁波市轨道交通物产置业有限公司
- 宁波地铁产业工程有限公司
- 宁波市轨道交通培训学院有限公司（宁波市轨道交通党校）
- 宁波市轨道永盈供应链有限公司
- 宁波市市域铁路投资发展有限公司
  - 宁波市十号线市域铁路发展有限公司
  - 宁波市十一号线市域铁路发展有限公司
  - 宁波市十二号线市域铁路发展有限公司
- 宁波市公共交通集团有限公司

其中，运营管理中心（运营管理部）主要负责运营业务归口管理；运营分公司主要负责1到4号线的运营管理；智慧运营分公司主要负责5到8号线等新线参建和全自动线路运营管理；线网调度分公司主要负责全线网指挥调度以及票务等相关业务管理。

## 参股
- 宁波中车产业基地